# Флаг Новосветского сельского поселения
Флаг муниципального образования Новосветское сельское поселение Гатчинского муниципального района Ленинградской области Российской Федерации — опознавательно-правовой знак, служащий официальным символом муниципального образования.
Утверждён 23 мая 2006 года и 28 июня 2006 года внесён в Государственный геральдический регистр Российской Федерации с присвоением регистрационного номера 2361.

## Описание
Представляет собой прямоугольное полотнище с отношением ширины флага к длине — 2:3, воспроизводящее композицию герба в красном и жёлтом цветах.
Геральдическое описание герба гласит: «В червлёном (красном) поле золотое сияющее солнце с человеческим лицом, сопровождаемое вверху таковым же кадуцеем в пояс».

## Обоснование символики
Составлен на основании герба муниципального образования, в соответствии с традициями и правилами геральдики и отражает исторические, культурные, общественные, национальные и другие местные традиции.
Гласный флаг. Золотое сияющие солнце с человеческим лицом в красном полотнище — символизирует название посёлка Новый Свет — символ градообразующего предприятия, строительство которого стало причиной возникновения посёлка.
Совхоз «Новый Свет» организован в 1949 году на базе подсобного хозяйства Гатчинского торфопредприятия как хозяйство овощекартофельного и молочного направления. В октябре 1962 года совхоз вошёл в состав Ленинградского треста «Скотооткорм» с узкой специализацией хозяйства по свинооткорму.
Датой рождения посёлка Новый Свет следует считать декабрь 1969 года, когда на месте бывших деревень Большое Замостье и Захламинка развернулось большое строительство — были забиты первые сваи для фундаментов новых домов. Развернулось массовое жилищное строительство. Одновременно началось строительство крупнейшего в СССР и Европе свинооткормочного комплекса «Новый Свет» на 200 000 голов. Совхоз «Новый Свет» стал основным градообразующим предприятием. Решением Леноблисполкома от 31 декабря 1970 года деревня Большое Замостье и вновь возникшая усадьба свинооткормочного комбината «Новый Свет» были объединены во вновь созданный посёлок Новый Свет.
Кадуцей (жезл Меркурия) символизирует среднее и малое предпринимательство — сейчас основу экономики Новосветского сельского поселения.